# جبال الألب غلاروس
جبال الألب غلاروس هي سلسلة جبلية تقع في وسط سويسرا.